# ATP World Tour 2009
L'ATP World Tour è un insieme di tornei organizzati dall'ATP divisi in quattro categorie: tornei del Grande Slam, Masters 1000, 500 e 250. A questi si aggiungono anche la World Team Cup, la Davis Cup e l'ATP World Tour Finals e la Hopman Cup.

Mappa dell'ATP World Tour 2009 (in bianco i numeri di tornei che si disputano in quel paese)

## Calendario

### Legenda
| Grande Slam                 |
| ATP World Tour Finals       |
| ATP World Tour Masters 1000 |
| ATP World Tour 500          |
| ATP World Tour 250          |
| Torneo a squadre            |

### Gennaio
| Settimana             | Torneo | Campioni                                 | Finalisti                          | Semifinalisti                                                  | Quarti                                                                |
| --------------------- | --- | ---------------------------------------- | ---------------------------------- | -------------------------------------------------------------- | --------------------------------------------------------------------- |
| 5 gennaio             | Brisbane International 2009 Brisbane, Australia ATP World Tour 250 $484 750 - Cemento - 32S/32Q/16D Singolare - Doppio            | Radek Štěpánek 3–6, 6–3, 6–4             | Fernando Verdasco                  | Paul-Henri Mathieu Richard Gasquet                             | Kei Nishikori Florent Serra Robin Söderling Jo-Wilfried Tsonga        |
| 5 gennaio             | Brisbane International 2009 Brisbane, Australia ATP World Tour 250 $484 750 - Cemento - 32S/32Q/16D Singolare - Doppio            | Marc Gicquel Jo-Wilfried Tsonga 6–4, 6–3 | Fernando Verdasco Miša Zverev      | Paul-Henri Mathieu Richard Gasquet                             | Kei Nishikori Florent Serra Robin Söderling Jo-Wilfried Tsonga        |
| 5 gennaio             | Hopman Cup 2009 Perth, Australia Hopman Cup AU$1 000 000 - Cemento indoor - 8 squadre (RR)                                        | Slovacchia 2–0                           | Russia                             | perdenti Round Robin (Gruppo A) Germania Stati Uniti Australia | Perdenti Round Robin (Gruppo B) Italia Francia Taipei cinese          |
| 5 gennaio             | Qatar ExxonMobil Open 2009 Doha, Qatar ATP World Tour 250 $1,110 250 - Cemento - 32S/32Q/16D Singolare - Doppio                   | Andy Murray 6–4, 6–2                     | Andy Roddick                       | Gaël Monfils Roger Federer                                     | Rafael Nadal Victor Hănescu Serhij Stachovs'kyj Philipp Kohlschreiber |
| 5 gennaio             | Qatar ExxonMobil Open 2009 Doha, Qatar ATP World Tour 250 $1,110 250 - Cemento - 32S/32Q/16D Singolare - Doppio                   | Marc López Rafael Nadal 4–6, 6–4, [10–8] | Daniel Nestor Nenad Zimonjić       | Gaël Monfils Roger Federer                                     | Rafael Nadal Victor Hănescu Serhij Stachovs'kyj Philipp Kohlschreiber |
| 5 gennaio             | Chennai Open 2009 Chennai, India ATP World Tour 250 $450 000 - Cemento - 32S/32Q/16D Singolare - Doppio                           | Marin Čilić 6–4, 7–6(3)                  | Somdev Devvarman                   | Marcel Granollers Rainer Schüttler                             | Lukáš Dlouhý Janko Tipsarević Ivo Karlović Björn Phau                 |
| 5 gennaio             | Chennai Open 2009 Chennai, India ATP World Tour 250 $450 000 - Cemento - 32S/32Q/16D Singolare - Doppio                           | Eric Butorac Rajeev Ram 6–3, 6–4         | Jean-Claude Scherrer Stan Wawrinka | Marcel Granollers Rainer Schüttler                             | Lukáš Dlouhý Janko Tipsarević Ivo Karlović Björn Phau                 |
| 12 gennaio            | Heineken Open 2009 Auckland, Nuova Zelanda ATP World Tour 250 $480 750 - Cemento - 28S/32Q/16D Singolare - Doppio                 | Juan Martín del Potro 6–4, 6–4           | Sam Querrey                        | Robin Söderling David Ferrer                                   | Viktor Troicki John Isner Nicolás Almagro Philipp Kohlschreiber       |
| 12 gennaio            | Heineken Open 2009 Auckland, Nuova Zelanda ATP World Tour 250 $480 750 - Cemento - 28S/32Q/16D Singolare - Doppio                 | Martin Damm Robert Lindstedt 7–5, 6–4    | Scott Lipsky Leander Paes          | Robin Söderling David Ferrer                                   | Viktor Troicki John Isner Nicolás Almagro Philipp Kohlschreiber       |
| 12 gennaio            | Medibank International 2009 Sydney, Australia ATP World Tour 250 $484 750 - Cemento - 28S/32Q/16D Singolare - Doppio              | David Nalbandian 6–3, 6(9)–7, 6–2        | Jarkko Nieminen                    | Novak Đoković Richard Gasquet                                  | Mario Ančić Jo-Wilfried Tsonga Lleyton Hewitt Jérémy Chardy           |
| 12 gennaio            | Medibank International 2009 Sydney, Australia ATP World Tour 250 $484 750 - Cemento - 28S/32Q/16D Singolare - Doppio              | Bob Bryan Mike Bryan 6–1, 7–6(3)         | Daniel Nestor Nenad Zimonjić       | Novak Đoković Richard Gasquet                                  | Mario Ančić Jo-Wilfried Tsonga Lleyton Hewitt Jérémy Chardy           |
| 19 gennaio 26 gennaio | Australian Open 2009 Melbourne, Australia Grande Slam $10,142,240 - Cemento - 128S/128Q/64D/32X Singolare - Doppio - Doppio misto | Rafael Nadal 7–5, 3–6, 7–6(3), 3–6, 6–2  | Roger Federer                      | Fernando Verdasco Andy Roddick                                 | Gilles Simon Jo-Wilfried Tsonga Novak Đoković Juan Martín del Potro   |
| 19 gennaio 26 gennaio | Australian Open 2009 Melbourne, Australia Grande Slam $10,142,240 - Cemento - 128S/128Q/64D/32X Singolare - Doppio - Doppio misto | Bob Bryan Mike Bryan 2–6, 7–5, 6–0       | Mahesh Bhupathi Mark Knowles       | Fernando Verdasco Andy Roddick                                 | Gilles Simon Jo-Wilfried Tsonga Novak Đoković Juan Martín del Potro   |
| 19 gennaio 26 gennaio | Australian Open 2009 Melbourne, Australia Grande Slam $10,142,240 - Cemento - 128S/128Q/64D/32X Singolare - Doppio - Doppio misto | Mahesh Bhupathi Sania Mirza 6–3, 6–1     | Andy Ram Nathalie Dechy            | Fernando Verdasco Andy Roddick                                 | Gilles Simon Jo-Wilfried Tsonga Novak Đoković Juan Martín del Potro   |

### Febbraio
| Settimana   | Torneo | Campioni                                          | Finalisti                        | Semifinalisti                         | Quarti                                                                       |
| ----------- | --- | ------------------------------------------------- | -------------------------------- | ------------------------------------- | ---------------------------------------------------------------------------- |
| 2 febbraio  | Movistar Open 2009 Viña del Mar, Cile ATP World Tour 250 $496 750 - Terra rossa- 28S/26Q/16D Singolare - Doppio                       | Fernando González 6–1, 6–3                        | José Acasuso                     | Pablo Cuevas Tommy Robredo            | Juan Mónaco Paul Capdeville Sebastián Decoud Juan Ignacio Chela              |
| 2 febbraio  | Movistar Open 2009 Viña del Mar, Cile ATP World Tour 250 $496 750 - Terra rossa- 28S/26Q/16D Singolare - Doppio                       | Pablo Cuevas Brian Dabul 6–3, 6–3                 | František Čermák Michal Mertiňák | Pablo Cuevas Tommy Robredo            | Juan Mónaco Paul Capdeville Sebastián Decoud Juan Ignacio Chela              |
| 2 febbraio  | PBZ Zagreb Indoors 2009 Zagabria, Croazia ATP World Tour 250 €450 000 - Cemento indoor - 32S/32Q/16D Singolare - Doppio               | Marin Čilić 6–3, 6–4                              | Mario Ančić                      | Jan Hernych Viktor Troicki            | Ivan Dodig Miša Zverev Serhij Stachovs'kyj Antonio Veić                      |
| 2 febbraio  | PBZ Zagreb Indoors 2009 Zagabria, Croazia ATP World Tour 250 €450 000 - Cemento indoor - 32S/32Q/16D Singolare - Doppio               | Martin Damm Robert Lindstedt 6–4, 6–3             | Christopher Kas Rogier Wassen    | Jan Hernych Viktor Troicki            | Ivan Dodig Miša Zverev Serhij Stachovs'kyj Antonio Veić                      |
| 2 febbraio  | SA Tennis Open 2009 Johannesburg, Sudafrica ATP World Tour 250 $500 000 - Cemento - 32S/32Q/16D Singolare - Doppio                    | Jo-Wilfried Tsonga 6–4, 7–6(5)                    | Jérémy Chardy                    | Frederico Gil David Ferrer            | Kristof Vliegen Guillermo García López Sébastien de Chaunac Marcos Baghdatis |
| 2 febbraio  | SA Tennis Open 2009 Johannesburg, Sudafrica ATP World Tour 250 $500 000 - Cemento - 32S/32Q/16D Singolare - Doppio                    | James Cerretani Dick Norman 6(7)–7, 6–2, 14–12    | Rik De Voest Ashley Fisher       | Frederico Gil David Ferrer            | Kristof Vliegen Guillermo García López Sébastien de Chaunac Marcos Baghdatis |
| 9 febbraio  | SAP Open 2009 San Jose, Stati Uniti ATP World Tour 250 $600 000 - Cemento indoor - 32S/16Q/16D Singolare - Doppio                     | Radek Štěpánek 3–6, 6–4, 6–2                      | Mardy Fish                       | Andy Roddick James Blake              | Tommy Haas Todd Widom Sam Querrey Juan Martín del Potro                      |
| 9 febbraio  | SAP Open 2009 San Jose, Stati Uniti ATP World Tour 250 $600 000 - Cemento indoor - 32S/16Q/16D Singolare - Doppio                     | Tommy Haas Radek Štěpánek 6–2, 6–3                | Rohan Bopanna Jarkko Nieminen    | Andy Roddick James Blake              | Tommy Haas Todd Widom Sam Querrey Juan Martín del Potro                      |
| 9 febbraio  | Brasil Open 2009 Costa do Sauípe, Brasile ATP World Tour 250 $562 500 - Terra rossa- 32S/26Q/16D Singolare - Doppio                   | Tommy Robredo 6–3, 3–6, 6–4                       | Thomaz Bellucci                  | Frederico Gil José Acasuso            | Nicolás Almagro Juan Carlos Ferrero Eduardo Schwank Alberto Martín           |
| 9 febbraio  | Brasil Open 2009 Costa do Sauípe, Brasile ATP World Tour 250 $562 500 - Terra rossa- 32S/26Q/16D Singolare - Doppio                   | Marcel Granollers Tommy Robredo 6–4, 7–5          | Lucas Arnold Ker Juan Mónaco     | Frederico Gil José Acasuso            | Nicolás Almagro Juan Carlos Ferrero Eduardo Schwank Alberto Martín           |
| 9 febbraio  | Rotterdam Open 2009 Rotterdam, Paesi Bassi ATP World Tour 500 €1,445 000 - Cemento indoor - 32S/16Q/16D Singolare - Doppio            | Andy Murray 6–3, 4–6, 6–0                         | Rafael Nadal                     | Gaël Monfils Mario Ančić              | Jo-Wilfried Tsonga Julien Benneteau Michail Južnyj Marc Gicquel              |
| 9 febbraio  | Rotterdam Open 2009 Rotterdam, Paesi Bassi ATP World Tour 500 €1,445 000 - Cemento indoor - 32S/16Q/16D Singolare - Doppio            | Daniel Nestor Nenad Zimonjić 6–2, 7–5             | Lukáš Dlouhý Leander Paes        | Gaël Monfils Mario Ančić              | Jo-Wilfried Tsonga Julien Benneteau Michail Južnyj Marc Gicquel              |
| 16 febbraio | Open 13 2009 Marsiglia, Francia ATP World Tour 250 €576 000 - Cemento indoor - 32S/32Q/16D Singolare - Doppio                         | Jo-Wilfried Tsonga 7–5, 7–6(3)                    | Michaël Llodra                   | Novak Đoković Gilles Simon            | Miša Zverev Feliciano López Michail Južnyj Julien Benneteau                  |
| 16 febbraio | Open 13 2009 Marsiglia, Francia ATP World Tour 250 €576 000 - Cemento indoor - 32S/32Q/16D Singolare - Doppio                         | Arnaud Clément Michaël Llodra 3–6, 6–3, [10–8]    | Julian Knowle Andy Ram           | Novak Đoković Gilles Simon            | Miša Zverev Feliciano López Michail Južnyj Julien Benneteau                  |
| 16 febbraio | Copa Telmex 2009 Buenos Aires, Argentina ATP World Tour 250 $600 000 - Terra rossa- 32S/32Q/16D Singolare - Doppio                    | Tommy Robredo 7–5, 2–6, 7–6(5)                    | Juan Mónaco                      | David Nalbandian José Acasuso         | Juan Carlos Ferrero Máximo González Franco Ferreiro Óscar Hernández          |
| 16 febbraio | Copa Telmex 2009 Buenos Aires, Argentina ATP World Tour 250 $600 000 - Terra rossa- 32S/32Q/16D Singolare - Doppio                    | Marcel Granollers Alberto Martín 6–3, 5–7, [10–8] | Nicolás Almagro Santiago Ventura | David Nalbandian José Acasuso         | Juan Carlos Ferrero Máximo González Franco Ferreiro Óscar Hernández          |
| 16 febbraio | Regions Morgan Keegan Championships 2009 Memphis, USA ATP World Tour 500 $1,226 500 - Cemento indoor - 32S/16Q/16D Singolare - Doppio | Andy Roddick 7–5, 7–5                             | Radek Štěpánek                   | Lleyton Hewitt Dudi Sela              | Sam Querrey Christophe Rochus Igor' Kunicyn Juan Martín del Potro            |
| 16 febbraio | Regions Morgan Keegan Championships 2009 Memphis, USA ATP World Tour 500 $1,226 500 - Cemento indoor - 32S/16Q/16D Singolare - Doppio | Mardy Fish Mark Knowles 7–6(7), 6–1               | Travis Parrott Filip Polášek     | Lleyton Hewitt Dudi Sela              | Sam Querrey Christophe Rochus Igor' Kunicyn Juan Martín del Potro            |
| 23 febbraio | Delray Beach Int'l Tennis Championships 2009 Delray Beach, USA ATP World Tour 250 $500 000 - Cemento - 32S/32Q/16D Singolare - Doppio | Mardy Fish 7–5, 6–3                               | Evgenij Korolëv                  | Jérémy Chardy Christophe Rochus       | Florent Serra Marcos Baghdatis Guillermo García López Stefan Koubek          |
| 23 febbraio | Delray Beach Int'l Tennis Championships 2009 Delray Beach, USA ATP World Tour 250 $500 000 - Cemento - 32S/32Q/16D Singolare - Doppio | Bob Bryan Mike Bryan 6–4, 6–4                     | Marcelo Melo André Sá            | Jérémy Chardy Christophe Rochus       | Florent Serra Marcos Baghdatis Guillermo García López Stefan Koubek          |
| 23 febbraio | Dubai Tennis Championships 2009 Dubai, Emirati Arabi Uniti ATP World Tour 500 $2,233 000 - Cemento - 32S/16Q/16D Singolare - Doppio   | Novak Đoković 7–5, 6–3                            | David Ferrer                     | Gilles Simon Richard Gasquet          | Marin Čilić Fabrice Santoro Igor' Andreev Andy Murray                        |
| 23 febbraio | Dubai Tennis Championships 2009 Dubai, Emirati Arabi Uniti ATP World Tour 500 $2,233 000 - Cemento - 32S/16Q/16D Singolare - Doppio   | Rik De Voest Dmitrij Tursunov 4–6, 6–3, [10–5]    | Martin Damm Robert Lindstedt     | Gilles Simon Richard Gasquet          | Marin Čilić Fabrice Santoro Igor' Andreev Andy Murray                        |
| 23 febbraio | Abierto Mexicano de Tenis 2009 Acapulco, Messico ATP World Tour 500 $1,226 500 - Terra rossa- 32S/16Q/16D Singolare - Doppio          | Nicolás Almagro 6–4, 6–4                          | Gaël Monfils                     | Martín Vassallo Argüello José Acasuso | Daniel Köllerer Daniel Gimeno Traver Tommy Robredo Leonardo Mayer            |
| 23 febbraio | Abierto Mexicano de Tenis 2009 Acapulco, Messico ATP World Tour 500 $1,226 500 - Terra rossa- 32S/16Q/16D Singolare - Doppio          | František Čermák Michal Mertiňák 4–6, 6–4, [10–7] | Łukasz Kubot Oliver Marach       | Martín Vassallo Argüello José Acasuso | Daniel Köllerer Daniel Gimeno Traver Tommy Robredo Leonardo Mayer            |

### Marzo
| Settimana         | Torneo | Campioni                                                                                               | Finalisti                                                       | Semifinalisti                       | Quarti                                                              |
| ----------------- | --- | --- | --------------------------------------------------------------- | ----------------------------------- | ------------------------------------------------------------------- |
| 2 marzo           | Coppa Davis 2009 Buenos Aires, Argentina - Terra rossa Ostrava, Repubblica Ceca - Sintetico indoor Birmingham, USA - Cemento indoor Parenzo, Croazia - Cemento indoor Malmö, Svezia - Sintetico indoor Sibiu, Romania - Sintetico indoor Garmisch-Part., Germania - Cemento indoor Benidorm, Spagna - Terra rossa | Argentina 5-0 Rep. Ceca 3-2 Stati Uniti 4-1 Croazia 5–0 Israele 3-2 Russia 4-1 Germania 3-2 Spagna 4–1 | Paesi Bassi Francia Svizzera Cile Svezia Romania Austria Serbia |                                     |                                                                     |
| 9 marzo 16 marzo  | Indian Wells Open 2009 Indian Wells, USA ATP World Tour Masters 1000 $5 250 000 - Cemento - 96S/48Q/32D Singolare - Doppio | Rafael Nadal 6–1, 6–2                                                                                  | Andy Murray                                                     | Andy Roddick Roger Federer          | Juan Martín del Potro Novak Đoković Ivan Ljubičić Fernando Verdasco |
| 9 marzo 16 marzo  | Indian Wells Open 2009 Indian Wells, USA ATP World Tour Masters 1000 $5 250 000 - Cemento - 96S/48Q/32D Singolare - Doppio | Mardy Fish Andy Roddick 3–6, 6–1, 14–12                                                                | Maks Mirny Andy Ram                                             | Andy Roddick Roger Federer          | Juan Martín del Potro Novak Đoković Ivan Ljubičić Fernando Verdasco |
| 23 marzo 30 marzo | Sony Ericsson Open 2009 Miami, USA ATP World Tour Masters 1000 $5 250 000 - Cemento - 96S/48Q/32D Singolare - Doppio | Andy Murray 6–2, 7–5                                                                                   | Novak Đoković                                                   | Juan Martín del Potro Roger Federer | Rafael Nadal Fernando Verdasco Jo-Wilfried Tsonga Andy Roddick      |
| 23 marzo 30 marzo | Sony Ericsson Open 2009 Miami, USA ATP World Tour Masters 1000 $5 250 000 - Cemento - 96S/48Q/32D Singolare - Doppio | Maks Mirny Andy Ram 6(4)–7, 6–2, [10–7]                                                                | Ashley Fisher Stephen Huss                                      | Juan Martín del Potro Roger Federer | Rafael Nadal Fernando Verdasco Jo-Wilfried Tsonga Andy Roddick      |

### Aprile
| Settimana | Torneo | Campioni                                       | Finalisti                    | Semifinalisti                       | Quarti                                                          |
| --------- | --- | ---------------------------------------------- | ---------------------------- | ----------------------------------- | --------------------------------------------------------------- |
| 6 aprile  | Grand Prix Hassan II 2009 Casablanca, Marocco ATP World Tour 250 €450 000 - Terra rossa- 32S/24Q/16D Singolare - Doppio                 | Juan Carlos Ferrero 6–4, 7–5                   | Florent Serra                | Igor' Andreev Albert Montañés       | Marc Gicquel Victor Hănescu Frederico Gil Tejmuraz Gabašvili    |
| 6 aprile  | Grand Prix Hassan II 2009 Casablanca, Marocco ATP World Tour 250 €450 000 - Terra rossa- 32S/24Q/16D Singolare - Doppio                 | Łukasz Kubot Oliver Marach 7–6(4), 3–6, [10–6] | Simon Aspelin Paul Hanley    | Igor' Andreev Albert Montañés       | Marc Gicquel Victor Hănescu Frederico Gil Tejmuraz Gabašvili    |
| 6 aprile  | U.S. Men's Clay Court Championships 2009 Houston, USA ATP World Tour 250 $500 000 - Terra rossa- 32S/16Q/16D Singolare - Doppio         | Lleyton Hewitt 6–2, 7–5                        | Wayne Odesnik                | Evgenij Korolëv Björn Phau          | Guillermo Cañas Guillermo García López John Isner Tommy Haas    |
| 6 aprile  | U.S. Men's Clay Court Championships 2009 Houston, USA ATP World Tour 250 $500 000 - Terra rossa- 32S/16Q/16D Singolare - Doppio         | Bob Bryan Mike Bryan 6–1, 6–2                  | Jesse Levine Ryan Sweeting   | Evgenij Korolëv Björn Phau          | Guillermo Cañas Guillermo García López John Isner Tommy Haas    |
| 13 aprile | Monte Carlo Rolex Masters 2009 Monte Carlo, Monaco ATP World Tour Masters 1000 €2 750 000 - Terra rossa- 56S/28Q/24D Singolare - Doppio | Rafael Nadal 6–3, 2–6, 6–1                     | Novak Đoković                | Andy Murray Stan Wawrinka           | Ivan Ljubičić Nikolaj Davydenko Fernando Verdasco Andreas Beck  |
| 13 aprile | Monte Carlo Rolex Masters 2009 Monte Carlo, Monaco ATP World Tour Masters 1000 €2 750 000 - Terra rossa- 56S/28Q/24D Singolare - Doppio | Daniel Nestor Nenad Zimonjić 6–4, 6–1          | Bob Bryan Mike Bryan         | Andy Murray Stan Wawrinka           | Ivan Ljubičić Nikolaj Davydenko Fernando Verdasco Andreas Beck  |
| 20 aprile | Barcelona Open Banco Sabadell 2009 Barcellona, Spagna ATP World Tour 500 €1,995 000 - Terra rossa- 56S/28Q/24D Singolare - Doppio       | Rafael Nadal 6–2, 7–5                          | David Ferrer                 | Nikolaj Davydenko Fernando González | David Nalbandian Radek Štěpánek Tommy Robredo Fernando Verdasco |
| 20 aprile | Barcelona Open Banco Sabadell 2009 Barcellona, Spagna ATP World Tour 500 €1,995 000 - Terra rossa- 56S/28Q/24D Singolare - Doppio       | Daniel Nestor Nenad Zimonjić 6–3, 7–6(9)       | Mahesh Bhupathi Mark Knowles | Nikolaj Davydenko Fernando González | David Nalbandian Radek Štěpánek Tommy Robredo Fernando Verdasco |
| 27 aprile | Internazionali d'Italia 2009 Roma, Italia ATP World Tour Masters 1000 €2 750 000 - Terra rossa- 56S/28Q/24D Singolare - Doppio          | Rafael Nadal 7–6(2), 6–2                       | Novak Đoković                | Fernando González Roger Federer     | Fernando Verdasco Juan Mónaco Juan Martín del Potro Miša Zverev |
| 27 aprile | Internazionali d'Italia 2009 Roma, Italia ATP World Tour Masters 1000 €2 750 000 - Terra rossa- 56S/28Q/24D Singolare - Doppio          | Daniel Nestor Nenad Zimonjić 7–6(5), 6–3       | Bob Bryan Mike Bryan         | Fernando González Roger Federer     | Fernando Verdasco Juan Mónaco Juan Martín del Potro Miša Zverev |

### Maggio
| Settimana          | Torneo | Campioni                                   | Finalisti                         | Semifinalisti                                             | Quarti                                                          |
| ------------------ | --- | ------------------------------------------ | --------------------------------- | --------------------------------------------------------- | --------------------------------------------------------------- |
| 3 maggio           | Estoril Open 2009 Estoril, Portogallo ATP World Tour 250 €450 000 - Terra rossa- 32S/32Q/16D Singolare - Doppio                                | Albert Montañés 5–7, 7–6(6), 6–0           | James Blake                       | Paul Capdeville Nikolaj Davydenko                         | Gilles Simon Óscar Hernández Florent Serra Mardy Fish           |
| 3 maggio           | Estoril Open 2009 Estoril, Portogallo ATP World Tour 250 €450 000 - Terra rossa- 32S/32Q/16D Singolare - Doppio                                | Eric Butorac Scott Lipsky 6–3, 6–2         | Martin Damm Robert Lindstedt      | Paul Capdeville Nikolaj Davydenko                         | Gilles Simon Óscar Hernández Florent Serra Mardy Fish           |
| 3 maggio           | Serbia Open 2009 Belgrado, Serbia ATP World Tour 250 $500 000 - Terra rossa- 28S/32Q/16D Singolare - Doppio                                    | Novak Đoković 6–3, 7–6(0)                  | Łukasz Kubot                      | Andreas Seppi Ivo Karlović                                | Viktor Troicki Marcos Daniel Kristof Vliegen Flavio Cipolla     |
| 3 maggio           | Serbia Open 2009 Belgrado, Serbia ATP World Tour 250 $500 000 - Terra rossa- 28S/32Q/16D Singolare - Doppio                                    | Łukasz Kubot Oliver Marach 6–2, 7–6(3)     | Johan Brunström Jean-Julien Rojer | Andreas Seppi Ivo Karlović                                | Viktor Troicki Marcos Daniel Kristof Vliegen Flavio Cipolla     |
| 3 maggio           | Internazionali di Tennis di Baviera 2009 Monaco di Baviera, Germania ATP World Tour 250 €450 000 - Terra rossa- 32S/28Q/16D Singolare - Doppio | Tomáš Berdych 6–4, 4–6, 7–6(5)             | Michail Južnyj                    | Daniel Brands Jérémy Chardy                               | Potito Starace Paul-Henri Mathieu Lleyton Hewitt Marin Čilić    |
| 3 maggio           | Internazionali di Tennis di Baviera 2009 Monaco di Baviera, Germania ATP World Tour 250 €450 000 - Terra rossa- 32S/28Q/16D Singolare - Doppio | Jan Hernych Ivo Minář 6–4, 6–4             | Ashley Fisher Jordan Kerr         | Daniel Brands Jérémy Chardy                               | Potito Starace Paul-Henri Mathieu Lleyton Hewitt Marin Čilić    |
| 10 maggio          | Madrid Open 2009 Madrid, Spagna ATP World Tour Masters 1000 €3 700 000 - Terra rossa- 56S/28Q/24D Singolare - Doppio                           | Roger Federer 6–4, 6–4                     | Rafael Nadal                      | Novak Đoković Juan Martín del Potro                       | Fernando Verdasco Ivan Ljubičić Andy Murray Andy Roddick        |
| 10 maggio          | Madrid Open 2009 Madrid, Spagna ATP World Tour Masters 1000 €3 700 000 - Terra rossa- 56S/28Q/24D Singolare - Doppio                           | Daniel Nestor Nenad Zimonjić 6–4, 6–4      | Simon Aspelin Wesley Moodie       | Novak Đoković Juan Martín del Potro                       | Fernando Verdasco Ivan Ljubičić Andy Murray Andy Roddick        |
| 17 maggio          | Interwetten Austrian Open Kitzbühel 2009 Kitzbühel, Austria ATP World Tour 250 €450 000 - Terra rossa - 32S/31Q/16D Singolare - Doppio         | Guillermo García López 3–6, 7–6(1), 6–3    | Julien Benneteau                  | Óscar Hernández Michail Južnyj                            | Daniel Köllerer Juan Ignacio Chela Victor Hănescu Jürgen Melzer |
| 17 maggio          | Interwetten Austrian Open Kitzbühel 2009 Kitzbühel, Austria ATP World Tour 250 €450 000 - Terra rossa - 32S/31Q/16D Singolare - Doppio         | Marcelo Melo André Sá 6(9)–7, 6–2, [10–7]  | Andrei Pavel Horia Tecău          | Óscar Hernández Michail Južnyj                            | Daniel Köllerer Juan Ignacio Chela Victor Hănescu Jürgen Melzer |
| 17 maggio          | World Team Cup 2009 Düsseldorf, Germania ATP World Team Championship €1,351 000 - Terra rossa - 8 teams (RR)                                   | Serbia 2–1                                 | Germania                          | perdenti round robin (Gruppo Blu) Argentina Russia Italia | perdenti round robin (Gruppo rosso) Svezia Stati Uniti Francia  |
| 24 maggio 7 giugno | Open di Francia 2009 Parigi, Francia Grande Slam 16 150 460€ - Terra rossa - 128S/128Q/64D/32X Singolare - Doppio - Misto                      | Roger Federer 6–1, 7–6(1), 6–4             | Robin Söderling                   | Fernando González Juan Martín del Potro                   | Nikolaj Davydenko Andy Murray Tommy Robredo Gaël Monfils        |
| 24 maggio 7 giugno | Open di Francia 2009 Parigi, Francia Grande Slam 16 150 460€ - Terra rossa - 128S/128Q/64D/32X Singolare - Doppio - Misto                      | Lukáš Dlouhý Leander Paes 3–6, 6–3, 6–2    | Wesley Moodie Dick Norman         | Fernando González Juan Martín del Potro                   | Nikolaj Davydenko Andy Murray Tommy Robredo Gaël Monfils        |
| 24 maggio 7 giugno | Open di Francia 2009 Parigi, Francia Grande Slam 16 150 460€ - Terra rossa - 128S/128Q/64D/32X Singolare - Doppio - Misto                      | Bob Bryan Liezel Huber 5–7, 7–6(5), [10–7] | Marcelo Melo Vania King           | Fernando González Juan Martín del Potro                   | Nikolaj Davydenko Andy Murray Tommy Robredo Gaël Monfils        |

### Giugno
| Settimana           | Torneo | Campioni                                                 | Finalisti                         | Semifinalisti                          | Quarti                                                        |
| ------------------- | --- | -------------------------------------------------------- | --------------------------------- | -------------------------------------- | ------------------------------------------------------------- |
| 8 giugno            | Queen's Club Championships 2009 Londra, Regno Unito ATP World Tour 250 €750.000 - Erba - 56S/32Q/24D Singolare - Doppio               | Andy Murray 7–5, 6–4                                     | James Blake                       | Juan Carlos Ferrero Andy Roddick       | Mardy Fish Steve Darcis Michail Južnyj Ivo Karlović           |
| 8 giugno            | Queen's Club Championships 2009 Londra, Regno Unito ATP World Tour 250 €750.000 - Erba - 56S/32Q/24D Singolare - Doppio               | Wesley Moodie Michail Južnyj 6–4, 4–6, [10–6]            | Marcelo Melo André Sá             | Juan Carlos Ferrero Andy Roddick       | Mardy Fish Steve Darcis Michail Južnyj Ivo Karlović           |
| 8 giugno            | Halle Open 2009 Halle, Germania ATP World Tour 250 €750.000 - Erba - 32S/32Q/16D Singolare - Doppio                                   | Tommy Haas 6–3, 6(4)–7, 6–1                              | Novak Đoković                     | Philipp Kohlschreiber Olivier Rochus   | Andreas Beck Miša Zverev Benjamin Becker Jürgen Melzer        |
| 8 giugno            | Halle Open 2009 Halle, Germania ATP World Tour 250 €750.000 - Erba - 32S/32Q/16D Singolare - Doppio                                   | Christopher Kas Philipp Kohlschreiber 6–3, 6–4           | Andreas Beck Marco Chiudinelli    | Philipp Kohlschreiber Olivier Rochus   | Andreas Beck Miša Zverev Benjamin Becker Jürgen Melzer        |
| 14 giugno           | AEGON International 2009 Eastbourne, Regno Unito ATP World Tour 250 €450.000 - Erba - 32S/32Q/16D Singolare - Doppio                  | Dmitrij Tursunov 6–3, 7–6(3)                             | Frank Dancevic                    | Fabrice Santoro Guillermo García López | Leonardo Mayer Ivan Ljubičić Janko Tipsarević Denis Istomin   |
| 14 giugno           | AEGON International 2009 Eastbourne, Regno Unito ATP World Tour 250 €450.000 - Erba - 32S/32Q/16D Singolare - Doppio                  | Mariusz Fyrstenberg Marcin Matkowski 6–4, 6–4            | Travis Parrott Filip Polášek      | Fabrice Santoro Guillermo García López | Leonardo Mayer Ivan Ljubičić Janko Tipsarević Denis Istomin   |
| 14 giugno           | Ordina Open 2009 's-Hertogenbosch, Paesi Bassi ATP World Tour 250 €450.000 - Erba - 32S/24Q/16D Singolare - Doppio                    | Benjamin Becker 7–5, 6–3                                 | Raemon Sluiter                    | Rainer Schüttler Iván Navarro          | Michaël Llodra Jérémy Chardy David Ferrer Dudi Sela           |
| 14 giugno           | Ordina Open 2009 's-Hertogenbosch, Paesi Bassi ATP World Tour 250 €450.000 - Erba - 32S/24Q/16D Singolare - Doppio                    | Wesley Moodie Dick Norman 7–6(3), 6(8)–7, [10–5]         | Johan Brunström Jean-Julien Rojer | Rainer Schüttler Iván Navarro          | Michaël Llodra Jérémy Chardy David Ferrer Dudi Sela           |
| 22 giugno 29 giugno | Torneo di Wimbledon 2009 Londra, Regno Unito Grande Slam £12.550.000 - Erba - 128S/128Q/64D/16Q/48X Singolare - Doppio - Doppio misto | Roger Federer 5–7, 7–6(6), 7–6(5), 3–6, 16–14            | Andy Roddick                      | Andy Murray Tommy Haas                 | Lleyton Hewitt Juan Carlos Ferrero Novak Đoković Ivo Karlović |
| 22 giugno 29 giugno | Torneo di Wimbledon 2009 Londra, Regno Unito Grande Slam £12.550.000 - Erba - 128S/128Q/64D/16Q/48X Singolare - Doppio - Doppio misto | Daniel Nestor Nenad Zimonjić 7–6(7), 6(3)–7, 7–6(3), 6–3 | Bob Bryan Mike Bryan              | Andy Murray Tommy Haas                 | Lleyton Hewitt Juan Carlos Ferrero Novak Đoković Ivo Karlović |
| 22 giugno 29 giugno | Torneo di Wimbledon 2009 Londra, Regno Unito Grande Slam £12.550.000 - Erba - 128S/128Q/64D/16Q/48X Singolare - Doppio - Doppio misto | Mark Knowles Anna-Lena Grönefeld 7–5, 6–3                | Leander Paes Cara Black           | Andy Murray Tommy Haas                 | Lleyton Hewitt Juan Carlos Ferrero Novak Đoković Ivo Karlović |

### Luglio
| Settimana | Torneo | Campioni                                                              | Finalisti                                                 | Semifinalisti                     | Quartis                                                            |
| --------- | --- | --------------------------------------------------------------------- | --------------------------------------------------------- | --------------------------------- | ------------------------------------------------------------------ |
| 6 luglio  | Campbell's Hall of Fame Tennis Champs 2009 Newport, Stati Uniti ATP World Tour 250 $500 000 - Erba - 32S/26Q/16D Singolare - Doppio                                | Rajeev Ram 6(3)–7, 7–5, 6–3                                           | Sam Querrey                                               | Olivier Rochus Fabrice Santoro    | Jesse Levine Brendan Evans Kevin Kim Nicolas Mahut                 |
| 6 luglio  | Campbell's Hall of Fame Tennis Champs 2009 Newport, Stati Uniti ATP World Tour 250 $500 000 - Erba - 32S/26Q/16D Singolare - Doppio                                | Jordan Kerr Rajeev Ram 6(6)–7, 7–6(7), [10–6]                         | Michael Kohlmann Rogier Wassen                            | Olivier Rochus Fabrice Santoro    | Jesse Levine Brendan Evans Kevin Kim Nicolas Mahut                 |
| 6 luglio  | Coppa Davis 2009 Ostrava, Repubblica Ceca - Cemento indoor Parenzo, Croazia - Terra rossa indoor Tel Aviv, Israele - Cemento indoor Marbella, Spagna - Terra rossa | Vincitori dei quarti Rep. Ceca 3–2 Croazia 3–2 Israele 4–1 Spagna 3–2 | Perdenti dei quarti Argentina Stati Uniti Russia Germania |                                   |                                                                    |
| 13 luglio | Catella Swedish Open 2009 Båstad, Svezia ATP World Tour 250 €450 000 - Terra rossa - 28S/29Q/16D Singolare - Doppio                                                | Robin Söderling 6–3, 7–6(4)                                           | Juan Mónaco                                               | Tommy Robredo Andreas Vinciguerra | Fernando Verdasco Tejmuraz Gabašvili Jürgen Melzer Nicolás Almagro |
| 13 luglio | Catella Swedish Open 2009 Båstad, Svezia ATP World Tour 250 €450 000 - Terra rossa - 28S/29Q/16D Singolare - Doppio                                                | Jaroslav Levinský Filip Polášek 1–6, 6–3, [10–7]                      | Robert Lindstedt Robin Söderling                          | Tommy Robredo Andreas Vinciguerra | Fernando Verdasco Tejmuraz Gabašvili Jürgen Melzer Nicolás Almagro |
| 13 luglio | Mercedes Cup 2009 Stoccarda, Germania ATP World Tour 250 €450 000 - Terra rossa - 32S/18Q/16D Singolare - Doppio                                                   | Jérémy Chardy 1–6, 6–3, 6–4                                           | Victor Hănescu                                            | Nicolas Kiefer Fabio Fognini      | Miša Zverev Łukasz Kubot Alexandre Sidorenko Nikolaj Davydenko     |
| 13 luglio | Mercedes Cup 2009 Stoccarda, Germania ATP World Tour 250 €450 000 - Terra rossa - 32S/18Q/16D Singolare - Doppio                                                   | František Čermák Michal Mertiňák 7–5, 6–4                             | Victor Hănescu Horia Tecău                                | Nicolas Kiefer Fabio Fognini      | Miša Zverev Łukasz Kubot Alexandre Sidorenko Nikolaj Davydenko     |
| 20 luglio | Indianapolis Tennis Championships 2009 Indianapolis, Stati Uniti ATP World Tour 250 $600 000 - Cemento - 32S/26Q/16D Singolare - Doppio                            | Robby Ginepri 6–2, 6–4                                                | Sam Querrey                                               | Frank Dancevic John Isner         | Dmitrij Tursunov Marc Gicquel Wayne Odesnik Alex Bogomolov Jr.     |
| 20 luglio | Indianapolis Tennis Championships 2009 Indianapolis, Stati Uniti ATP World Tour 250 $600 000 - Cemento - 32S/26Q/16D Singolare - Doppio                            | Ernests Gulbis Dmitrij Tursunov 6–4, 3–6, 11–9                        | Ashley Fisher Jordan Kerr                                 | Frank Dancevic John Isner         | Dmitrij Tursunov Marc Gicquel Wayne Odesnik Alex Bogomolov Jr.     |
| 20 luglio | International German Open 2009 Amburgo, Germania ATP World Tour 500 €1,115 000 - Terra rossa - 48S/22Q/16D Singolare - Doppio                                      | Nikolaj Davydenko 6–4, 6–2                                            | Paul-Henri Mathieu                                        | Pablo Cuevas David Ferrer         | Viktor Troicki Nicolás Almagro Simon Greul Victor Hănescu          |
| 20 luglio | International German Open 2009 Amburgo, Germania ATP World Tour 500 €1,115 000 - Terra rossa - 48S/22Q/16D Singolare - Doppio                                      | Simon Aspelin Paul Hanley 6–3, 6–3                                    | Marcelo Melo František Čermák                             | Pablo Cuevas David Ferrer         | Viktor Troicki Nicolás Almagro Simon Greul Victor Hănescu          |
| 27 luglio | Allianz Suisse Open Gstaad 2009 Gstaad, Svizzera ATP World Tour 250 €450 000 - Terra rossa - 32S/24Q/16D Singolare - Doppio                                        | Thomaz Bellucci 6–4, 7–6(2)                                           | Andreas Beck                                              | Igor' Andreev Marcos Daniel       | Nicolas Kiefer Jérémy Chardy Florent Serra Victor Crivoi           |
| 27 luglio | Allianz Suisse Open Gstaad 2009 Gstaad, Svizzera ATP World Tour 250 €450 000 - Terra rossa - 32S/24Q/16D Singolare - Doppio                                        | Marco Chiudinelli Michael Lammer 7–5, 6–3                             | Jaroslav Levinský Filip Polášek                           | Igor' Andreev Marcos Daniel       | Nicolas Kiefer Jérémy Chardy Florent Serra Victor Crivoi           |
| 27 luglio | ATP Studena Croatia Open Umag 2009 Umago, Croazia ATP World Tour 250 €450 000 - Terra rossa - 32S/26Q/16D Singolare - Doppio                                       | Nikolaj Davydenko 6–3, 6–0                                            | Juan Carlos Ferrero                                       | Jürgen Melzer Andreas Seppi       | Simone Bolelli Ivan Ljubičić Máximo González Nicolás Massú         |
| 27 luglio | ATP Studena Croatia Open Umag 2009 Umago, Croazia ATP World Tour 250 €450 000 - Terra rossa - 32S/26Q/16D Singolare - Doppio                                       | František Čermák Michal Mertiňák 6–4, 6–4                             | Johan Brunström Jean-Julien Rojer                         | Jürgen Melzer Andreas Seppi       | Simone Bolelli Ivan Ljubičić Máximo González Nicolás Massú         |
| 27 luglio | LA Tennis Open 2009 Los Angeles, Stati Uniti ATP World Tour 250 $700 000 - Cemento - 28S/32Q/16D Singolare - Doppio                                                | Sam Querrey 6–4, 3–6, 6–1                                             | Carsten Ball                                              | Tommy Haas Leonardo Mayer         | Marat Safin Dudi Sela John Isner Mardy Fish                        |
| 27 luglio | LA Tennis Open 2009 Los Angeles, Stati Uniti ATP World Tour 250 $700 000 - Cemento - 28S/32Q/16D Singolare - Doppio                                                | Bob Bryan Mike Bryan 6–4, 7–6(2)                                      | Benjamin Becker Frank Moser                               | Tommy Haas Leonardo Mayer         | Marat Safin Dudi Sela John Isner Mardy Fish                        |

### Agosto
| Settimana             | Torneo | Campioni                                                | Finalisti                            | Semifinalisti                   | Quarti                                                          |
| --------------------- | --- | ------------------------------------------------------- | ------------------------------------ | ------------------------------- | --------------------------------------------------------------- |
| 2 agosto              | Washington Open 2009 Washington, USA ATP World Tour 500 $1.402.000 - Cemento - 48S/32Q/16D Singolare - Doppio          | Juan Martín del Potro 3-6, 7-5, 7–6(6)                  | Andy Roddick                         | John Isner Fernando González    | Ivo Karlović Tomáš Berdych Tommy Haas Robin Söderling           |
| 2 agosto              | Washington Open 2009 Washington, USA ATP World Tour 500 $1.402.000 - Cemento - 48S/32Q/16D Singolare - Doppio          | Martin Damm Robert Lindstedt 7-5, 7–6(3)                | Mariusz Fyrstenberg Marcin Matkowski | John Isner Fernando González    | Ivo Karlović Tomáš Berdych Tommy Haas Robin Söderling           |
| 10 agosto             | Canadian Open 2009 Montréal, Canada ATP World Tour Masters 1000 $3.000.000 - Cemento - 56S/28Q/24D Singolare - Doppio  | Andy Murray 6(4)–7, 7–6(3), 6-1                         | Juan Martín del Potro                | Jo-Wilfried Tsonga Andy Roddick | Roger Federer Nikolaj Davydenko Novak Đoković Rafael Nadal      |
| 10 agosto             | Canadian Open 2009 Montréal, Canada ATP World Tour Masters 1000 $3.000.000 - Cemento - 56S/28Q/24D Singolare - Doppio  | Mark Knowles Mahesh Bhupathi 6-4, 6-3                   | Maks Mirny Andy Ram                  | Jo-Wilfried Tsonga Andy Roddick | Roger Federer Nikolaj Davydenko Novak Đoković Rafael Nadal      |
| 16 agosto             | Cincinnati Open 2009 Cincinnati, USA ATP World Tour Masters 1000 $3.000.000 - Cemento - 56S/28Q/24D Singolare - Doppio | Roger Federer 6-1, 7-5                                  | Novak Đoković                        | Andy Murray Rafael Nadal        | Lleyton Hewitt Julien Benneteau Gilles Simon Tomáš Berdych      |
| 16 agosto             | Cincinnati Open 2009 Cincinnati, USA ATP World Tour Masters 1000 $3.000.000 - Cemento - 56S/28Q/24D Singolare - Doppio | Daniel Nestor Nenad Zimonjić 3-6, 7–6(2), [15-13]       | Mike Bryan Bob Bryan                 | Andy Murray Rafael Nadal        | Lleyton Hewitt Julien Benneteau Gilles Simon Tomáš Berdych      |
| 23 agosto             | Pilot Pen Tennis 2009 New Haven, Stati Uniti ATP World Tour 250 $750.000 - Cemento - 48S/32Q/16D Singolare - Doppio    | Fernando Verdasco 6-4, 7–6(6)                           | Sam Querrey                          | José Acasuso Igor' Andreev      | Nikolaj Davydenko Florent Serra Leonardo Mayer Jürgen Melzer    |
| 23 agosto             | Pilot Pen Tennis 2009 New Haven, Stati Uniti ATP World Tour 250 $750.000 - Cemento - 48S/32Q/16D Singolare - Doppio    | Julian Knowle Jürgen Melzer 6-4, 7–6(3)                 | Bruno Soares Kevin Ullyett           | José Acasuso Igor' Andreev      | Nikolaj Davydenko Florent Serra Leonardo Mayer Jürgen Melzer    |
| 31 agosto 7 settembre | US Open 2009 New York, USA Grande Slam $21.600.000 - Cemento - 128S/128Q/64D/32X Singolare - Doppio - Doppio misto     | Juan Martín del Potro 3-6, 7–6(5), 4-6, 7–6(4), 6-2     | Roger Federer                        | Novak Đoković Rafael Nadal      | Robin Söderling Fernando Verdasco Fernando González Marin Čilić |
| 31 agosto 7 settembre | US Open 2009 New York, USA Grande Slam $21.600.000 - Cemento - 128S/128Q/64D/32X Singolare - Doppio - Doppio misto     | Lukáš Dlouhý Leander Paes 3-6, 6-3, 6-2                 | Mahesh Bhupathi Mark Knowles         | Novak Đoković Rafael Nadal      | Robin Söderling Fernando Verdasco Fernando González Marin Čilić |
| 31 agosto 7 settembre | US Open 2009 New York, USA Grande Slam $21.600.000 - Cemento - 128S/128Q/64D/32X Singolare - Doppio - Doppio misto     | (Doppio misto) Carly Gullickson Travis Parrott 6-2, 6-4 | Cara Black Leander Paes              | Novak Đoković Rafael Nadal      | Robin Söderling Fernando Verdasco Fernando González Marin Čilić |

### Settembre
| Settimana    | Torneo | Campioni                                      | Finalisti                           | Semifinalisti                      | Quartisti                                                        |
| ------------ | --- | --------------------------------------------- | ----------------------------------- | ---------------------------------- | ---------------------------------------------------------------- |
| 14 settembre | Coppa Davis 2009 Parenzo, Croazia - Terra rossa indoor Murcia, Spagna - Terra rossa indoor                               | Vincitori semifinali Rep. Ceca 4–1 Spagna 4–1 | Perdenti semifinali Croazia Israele |                                    |                                                                  |
| 21 settembre | Romanian Open 2009 Bucarest, Romania ATP World Tour 250 €450.000 - Terra rossa - 28S/32Q/16D Singolare - Doppio          | Albert Montañés 7–6(2), 7–6(6)                | Juan Mónaco                         | Simon Greul Santiago Ventura       | Máximo González Pablo Cuevas Rubén Ramírez Hidalgo Fabio Fognini |
| 21 settembre | Romanian Open 2009 Bucarest, Romania ATP World Tour 250 €450.000 - Terra rossa - 28S/32Q/16D Singolare - Doppio          | František Čermák Michal Mertiňák 6-2, 6-4     | Johan Brunström Jean-Julien Rojer   | Simon Greul Santiago Ventura       | Máximo González Pablo Cuevas Rubén Ramírez Hidalgo Fabio Fognini |
| 21 settembre | Open de Moselle 2009 Metz, Francia ATP World Tour 250 €450.000 - Cemento indoor - 28S/32Q/16D Singolare - Doppio         | Gaël Monfils 7–6(1), 3–6, 6–2                 | Philipp Kohlschreiber               | Richard Gasquet Paul-Henri Mathieu | Janko Tipsarević Philipp Petzschner Andreas Beck Evgenij Korolëv |
| 21 settembre | Open de Moselle 2009 Metz, Francia ATP World Tour 250 €450.000 - Cemento indoor - 28S/32Q/16D Singolare - Doppio         | Colin Fleming Ken Skupski 2–6, 6–4, [10–5]    | Arnaud Clément Michaël Llodra       | Richard Gasquet Paul-Henri Mathieu | Janko Tipsarević Philipp Petzschner Andreas Beck Evgenij Korolëv |
| 28 settembre | Thailand Open 2009 Bangkok, Thailandia ATP World Tour 250 $608.500 - Cemento indoor - 28S/32Q/16D Singolare - Doppio     | Gilles Simon 7–5, 6–3                         | Viktor Troicki                      | Jo-Wilfried Tsonga Jürgen Melzer   | Marco Chiudinelli John Isner Andreas Beck Evgenij Korolëv        |
| 28 settembre | Thailand Open 2009 Bangkok, Thailandia ATP World Tour 250 $608.500 - Cemento indoor - 28S/32Q/16D Singolare - Doppio     | Eric Butorac Rajeev Ram 7–6(4), 6–3           | Guillermo García López Miša Zverev  | Jo-Wilfried Tsonga Jürgen Melzer   | Marco Chiudinelli John Isner Andreas Beck Evgenij Korolëv        |
| 28 settembre | Malaysian Open 2009 Kuala Lumpur, Malaysia ATP World Tour 250 $850.000 - Cemento indoor - 28S/32S/16D Singolare - Doppio | Nikolaj Davydenko 6-4, 7-5                    | Fernando Verdasco                   | Robin Söderling Fernando González  | Gaël Monfils Tomáš Berdych Michail Južnyj Richard Gasquet        |
| 28 settembre | Malaysian Open 2009 Kuala Lumpur, Malaysia ATP World Tour 250 $850.000 - Cemento indoor - 28S/32S/16D Singolare - Doppio | Mariusz Fyrstenberg Marcin Matkowski 6–2, 6–1 | Igor' Kunicyn Jaroslav Levinský     | Robin Söderling Fernando González  | Gaël Monfils Tomáš Berdych Michail Južnyj Richard Gasquet        |

### Ottobre
| Settimana  | Torneo | Campioni                                        | Finalisti                            | Semifinalisti                          | Quartis                                                                 |
| ---------- | --- | ----------------------------------------------- | ------------------------------------ | -------------------------------------- | ----------------------------------------------------------------------- |
| 5 ottobre  | China Open 2009 Pechino, Cina ATP World Tour 500 $3.337.000 - Cemento - 32S/32Q/16D Singolare - Doppio                         | Novak Đoković 6–2, 7–6(4)                       | Marin Čilić                          | Rafael Nadal Robin Söderling           | Marat Safin Nikolaj Davydenko Ivan Ljubičić Fernando Verdasco           |
| 5 ottobre  | China Open 2009 Pechino, Cina ATP World Tour 500 $3.337.000 - Cemento - 32S/32Q/16D Singolare - Doppio                         | Bob Bryan Mike Bryan 6–4, 6–2                   | Mark Knowles Andy Roddick            | Rafael Nadal Robin Söderling           | Marat Safin Nikolaj Davydenko Ivan Ljubičić Fernando Verdasco           |
| 5 ottobre  | Japan Open Tennis Championships 2009 Tokyo, Giappone ATP World Tour 500 $1.226.500 - Cemento - 32S/32Q/16D Singolare - Doppio  | Jo-Wilfried Tsonga 6–3, 6–3                     | Michail Južnyj                       | Lleyton Hewitt Gaël Monfils            | Édouard Roger-Vasselin Tomáš Berdych Stan Wawrinka Ernests Gulbis       |
| 5 ottobre  | Japan Open Tennis Championships 2009 Tokyo, Giappone ATP World Tour 500 $1.226.500 - Cemento - 32S/32Q/16D Singolare - Doppio  | Julian Knowle Jürgen Melzer 6–2, 5–7, [10–8]    | Ross Hutchins Jordan Kerr            | Lleyton Hewitt Gaël Monfils            | Édouard Roger-Vasselin Tomáš Berdych Stan Wawrinka Ernests Gulbis       |
| 12 ottobre | Shanghai Masters 2009 Shanghai, Cina ATP World Tour Masters 1000 $5.250.000 - Cemento - 56S/28Q/24D Singolare - Doppio         | Nikolaj Davydenko 7–6(3), 6–3                   | Rafael Nadal                         | Feliciano López Novak Đoković          | Ivan Ljubičić Robin Söderling Radek Štěpánek Gilles Simon               |
| 12 ottobre | Shanghai Masters 2009 Shanghai, Cina ATP World Tour Masters 1000 $5.250.000 - Cemento - 56S/28Q/24D Singolare - Doppio         | Julien Benneteau Jo-Wilfried Tsonga 6–2, 6–4    | Mariusz Fyrstenberg Marcin Matkowski | Feliciano López Novak Đoković          | Ivan Ljubičić Robin Söderling Radek Štěpánek Gilles Simon               |
| 19 ottobre | Stockholm Open 2009 Stoccolma, Svezia ATP World Tour 250 €600.000 - Cemento indoor - 32S/32Q/16D Singolare - Doppio            | Marcos Baghdatis 6–1, 7–5                       | Olivier Rochus                       | Robin Söderling Thomaz Bellucci        | Guillermo García López Arnaud Clément Joachim Johansson Jarkko Nieminen |
| 19 ottobre | Stockholm Open 2009 Stoccolma, Svezia ATP World Tour 250 €600.000 - Cemento indoor - 32S/32Q/16D Singolare - Doppio            | Bruno Soares Kevin Ullyett 6–4, 7–6(4)          | Simon Aspelin Paul Hanley            | Robin Söderling Thomaz Bellucci        | Guillermo García López Arnaud Clément Joachim Johansson Jarkko Nieminen |
| 19 ottobre | Kremlin Cup 2009 Mosca, Russia ATP World Tour 250 $1.080.500 - Cemento indoor - 32S/32Q/16D Singolare - Doppio                 | Michail Južnyj 6(5)–7, 6–0, 6–4                 | Janko Tipsarević                     | Illja Marčenko Michail Kukuškin        | Evgenij Korolëv Robby Ginepri Serhij Stachovs'kyj Pablo Cuevas          |
| 19 ottobre | Kremlin Cup 2009 Mosca, Russia ATP World Tour 250 $1.080.500 - Cemento indoor - 32S/32Q/16D Singolare - Doppio                 | Pablo Cuevas Marcel Granollers 4–6, 7–5, [10–8] | František Čermák Michal Mertiňák     | Illja Marčenko Michail Kukuškin        | Evgenij Korolëv Robby Ginepri Serhij Stachovs'kyj Pablo Cuevas          |
| 26 ottobre | St. Petersburg Open 2009 San Pietroburgo, Russia ATP World Tour 250 $750.000 - Cemento indoor - 32S/32Q/16D Singolare - Doppio | Serhij Stachovs'kyj 2–6, 7–6(8), 7–6(7)         | Horacio Zeballos                     | Marat Safin Igor' Kunicyn              | Denis Istomin Björn Phau Ernests Gulbis Victor Hănescu                  |
| 26 ottobre | St. Petersburg Open 2009 San Pietroburgo, Russia ATP World Tour 250 $750.000 - Cemento indoor - 32S/32Q/16D Singolare - Doppio | Colin Fleming Ken Skupski 2–6, 7–5, [10–4]      | Jérémy Chardy Richard Gasquet        | Marat Safin Igor' Kunicyn              | Denis Istomin Björn Phau Ernests Gulbis Victor Hănescu                  |
| 26 ottobre | Grand Prix de Tennis de Lyon 2009 Lione, Francia ATP World Tour 250 €766.750 - Cemento indoor - 32S/32Q/16D Singolare - Doppio | Ivan Ljubičić 7–5, 6–3                          | Michaël Llodra                       | Arnaud Clément Gilles Simon            | Jo-Wilfried Tsonga Florent Serra Marc Gicquel Julien Benneteau          |
| 26 ottobre | Grand Prix de Tennis de Lyon 2009 Lione, Francia ATP World Tour 250 €766.750 - Cemento indoor - 32S/32Q/16D Singolare - Doppio | Julien Benneteau Nicolas Mahut 6–4, 7–6(8)      | Arnaud Clément Sébastien Grosjean    | Arnaud Clément Gilles Simon            | Jo-Wilfried Tsonga Florent Serra Marc Gicquel Julien Benneteau          |
| 26 ottobre | Vienna Open 2009 Vienna, Austria ATP World Tour 250 €650.000 - Cemento indoor - 32S/32Q/16D Singolare - Doppio                 | Jürgen Melzer 6–4, 6–3                          | Marin Čilić                          | Philipp Kohlschreiber Janko Tipsarević | Feliciano López Nicolás Almagro Gaël Monfils Radek Štěpánek             |
| 26 ottobre | Vienna Open 2009 Vienna, Austria ATP World Tour 250 €650.000 - Cemento indoor - 32S/32Q/16D Singolare - Doppio                 | Łukasz Kubot Oliver Marach 2–6, 6–4, 11–9       | Julian Knowle Jürgen Melzer          | Philipp Kohlschreiber Janko Tipsarević | Feliciano López Nicolás Almagro Gaël Monfils Radek Štěpánek             |

### Novembre
| Settimana   | Torneo | Campioni                                  | Finalisti                       | Semifinalisti                       | Quartis                                                                     |
| ----------- | --- | ----------------------------------------- | ------------------------------- | ----------------------------------- | --------------------------------------------------------------------------- |
| 2 novembre  | Open de Tenis Comunidad Valenciana 2009 Valencia, Spagna ATP World Tour 500 €2.019.000 - Cemento indoor - 32S/32Q/16D Singolare - Doppio | Andy Murray 6–3, 6–2                      | Michail Južnyj                  | Fernando Verdasco Nikolaj Davydenko | Albert Montañés Tommy Robredo Gilles Simon Guillermo García López           |
| 2 novembre  | Open de Tenis Comunidad Valenciana 2009 Valencia, Spagna ATP World Tour 500 €2.019.000 - Cemento indoor - 32S/32Q/16D Singolare - Doppio | František Čermák Michal Mertiňák 6–4, 6–3 | Marcel Granollers Tommy Robredo | Fernando Verdasco Nikolaj Davydenko | Albert Montañés Tommy Robredo Gilles Simon Guillermo García López           |
| 2 novembre  | Swiss Indoors 2009 Basilea, Svizzera ATP World Tour 500 €1.755.000 - Cemento indoor - 32S/32Q/16D Singolare - Doppio                     | Novak Đoković 6–4, 4–6, 6–2               | Roger Federer                   | Marco Chiudinelli Radek Štěpánek    | Evgenij Korolëv Richard Gasquet Marin Čilić Stan Wawrinka                   |
| 2 novembre  | Swiss Indoors 2009 Basilea, Svizzera ATP World Tour 500 €1.755.000 - Cemento indoor - 32S/32Q/16D Singolare - Doppio                     | Daniel Nestor Nenad Zimonjić 6–2, 6–3     | Bob Bryan Mike Bryan            | Marco Chiudinelli Radek Štěpánek    | Evgenij Korolëv Richard Gasquet Marin Čilić Stan Wawrinka                   |
| 8 novembre  | Paris Masters Parigi, Francia ATP World Tour Masters 1000 $5.250.000 - Cemento indoor - 48S/24Q/24D Singolare - Doppio                   | Novak Đoković 6–2, 5–7, 7–6(3)            | Gaël Monfils                    | Radek Štěpánek Rafael Nadal         | Marin Čilić Juan Martín del Potro Robin Söderling Jo-Wilfried Tsonga        |
| 8 novembre  | Paris Masters Parigi, Francia ATP World Tour Masters 1000 $5.250.000 - Cemento indoor - 48S/24Q/24D Singolare - Doppio                   | Daniel Nestor Nenad Zimonjić 6–3, 6–4     | Marcel Granollers Tommy Robredo | Radek Štěpánek Rafael Nadal         | Marin Čilić Juan Martín del Potro Robin Söderling Jo-Wilfried Tsonga        |
| 22 novembre | ATP World Tour Finals 2009 Londra, Regno Unito ATP World Tour Finals $TBD - Cemento indoor - 8S/8D (RR) Singolare - Doppio               | Nikolaj Davydenko 6–3, 6–4                | Juan Martín del Potro           | Roger Federer Robin Söderling       | Round Robin losers Andy Murray Fernando Verdasco Rafael Nadal Novak Đoković |
| 22 novembre | ATP World Tour Finals 2009 Londra, Regno Unito ATP World Tour Finals $TBD - Cemento indoor - 8S/8D (RR) Singolare - Doppio               | Bob Bryan Mike Bryan 7–6(5), 6–3          | Maks Mirny Andy Ram             | Roger Federer Robin Söderling       | Round Robin losers Andy Murray Fernando Verdasco Rafael Nadal Novak Đoković |
| 30 novembre | Coppa Davis 2009 Barcellona, Spagna - Terra rossa                                                                                        | Spagna 5–0                                | Rep. Ceca                       |                                     |                                                                             |

### Dicembre
Non ci sono eventi in questo mese.